# 波迪利斯克区

波迪利斯克区在敖德萨州的位置

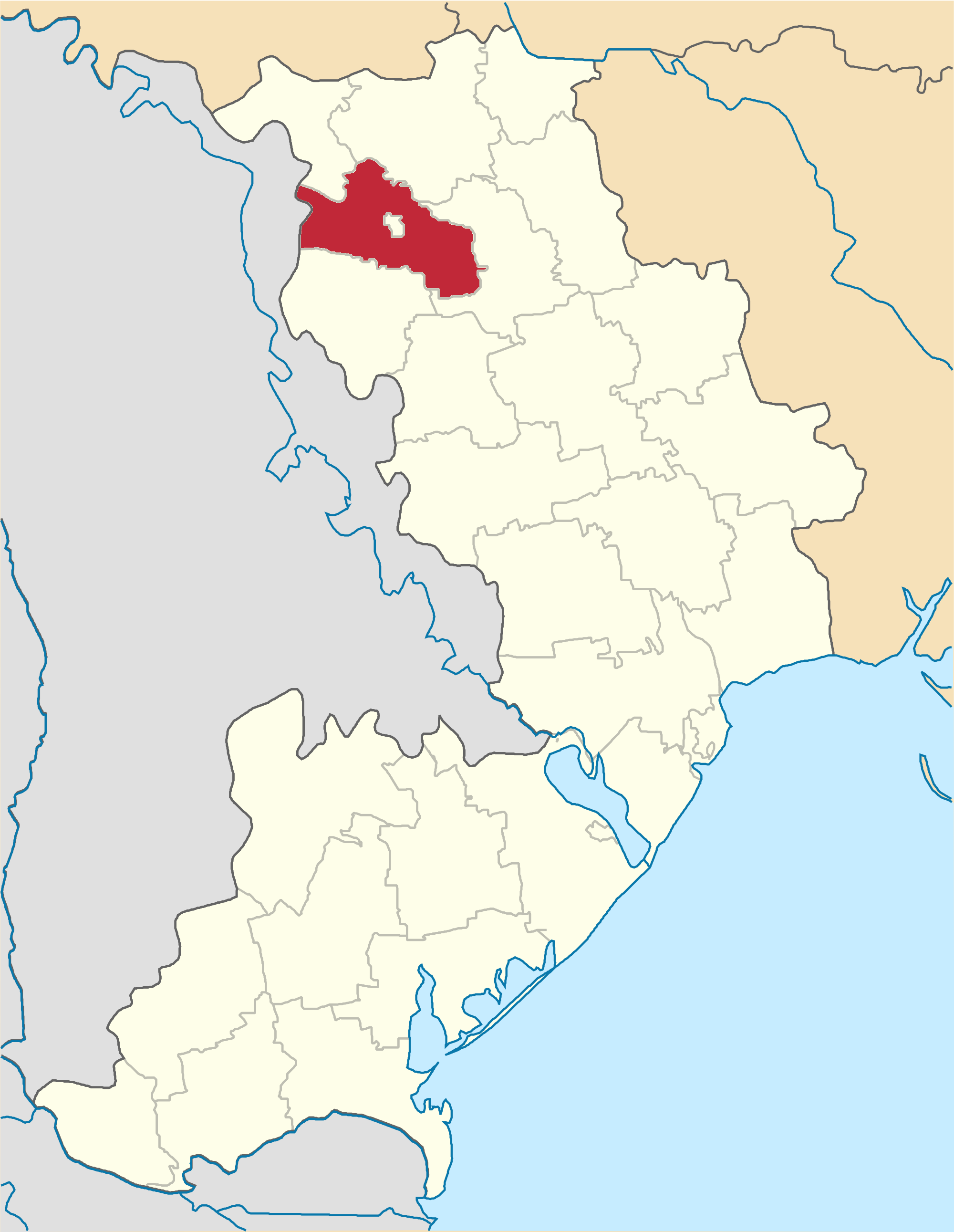
改革前波迪利斯克区在敖德萨州的位置

波迪利斯克区（烏克蘭語：Подільський район），2015年之前名为科托夫斯克區（烏克蘭語：Котовський район），是烏克蘭敖德薩州的一個區，位於該國西南部，行政中心設於波迪利斯克，面積为7,078.58平方公里，2021年人口数量为224,163人。

## 历史
2020年7月18日乌克兰施行了行政区划改革，敖德薩州的区份数量减至7个，波迪利斯克区的面积显著扩大。改革前波迪利斯克区的面积为1,037平方公里，2020年人口数量为25,524人。

## 行政区划
波迪利斯克区划分为12个市镇。
- 阿納尼伊夫市鎮（烏克蘭語：Ананьївська міська громада） (市級，行政中心：阿納尼伊夫)
- 巴爾塔市鎮（烏克蘭語：Балтська міська громада） (市級，行政中心：巴爾塔)
- 科德馬市鎮（烏克蘭語：Кодимська міська громада） (市級，行政中心：科德馬)
- 波迪利斯克市鎮（烏克蘭語：Подільська міська громада） (市級，行政中心：波迪利斯克)
- 澤萊諾希爾斯凱市鎮（烏克蘭語：Зеленогірська селищна громада） (鎮級，行政中心：泽莱诺希尔斯凯)
- 柳巴希夫卡市鎮（烏克蘭語：Любашівська селищна громада） (鎮級，行政中心：柳巴希夫卡)
- 奧克內市鎮（烏克蘭語：Окнянська селищна громада） (鎮級，行政中心：奧克內)
- 薩夫蘭市鎮（烏克蘭語：Савранська селищна громада） (鎮級，行政中心：薩夫蘭)
- 斯洛比德卡市鎮（烏克蘭語：Слобідська селищна громада） (鎮級，行政中心：斯洛比德卡)
- 庫亞利尼克市鎮（烏克蘭語：Куяльницька сільська громада） (村級，行政中心：庫亞利尼克)
- 多林斯克市鎮（烏克蘭語：Долинська сільська громада (Одеська область)） (村級，行政中心：多林斯凱)
- 皮夏納市鎮市鎮（烏克蘭語：Піщанська сільська громада (Одеська область)） (村級，行政中心：皮夏納)